# Olympiastadion München
Olympiastadion München – wielofunkcyjny stadion, który znajduje się w północnej części Monachium, w centralnej części Parku Olimpijskiego (Olympiapark München). Stadion ten był główną areną Letnich Igrzysk Olimpijskich 1972 oraz jedną z aren Mistrzostw Świata w Piłce Nożnej 1974 i Mistrzostw Europy w Piłce Nożnej 1988.
Zaprojektowany przez niemieckiego architekta Güntera Behnischa oraz inżyniera Frei Otto stadion był uważany w swoich czasach za projekt rewolucyjny: tak duże połacie sklepień ze szkła akrylowego podtrzymywane stalowymi słupami zastosowano po raz pierwszy na tak dużą skalę.
Po igrzyskach stadion był miejscem rozgrywek dwóch monachijskich klubów piłkarskich: Bayern Monachium i TSV 1860 Monachium. Obie drużyny grały na nim mecze aż do 2005, kiedy to kluby przeniosły się do nowo powstałego stadionu Allianz Arena.
Na tym stadionie piłkarska reprezentacja Polski odnosiła największe sukcesy: złoty medal na igrzyskach olimpijskich 1972 oraz brązowy (3 miejsce) na mistrzostwach świata 1974 (7:0 z Haiti oraz 1:0 w decydującym meczu z Brazylią).

## Pozostałe wydarzenia sportowe na stadionie
- 1979 Puchar Europy Mistrzów Klubowych (finał),
- 1989 Indywidualne Mistrzostwa Świata na Żużlu (finał),
- 1993 Liga Mistrzów UEFA (finał),
- 1997 Liga Mistrzów UEFA (finał),
- 2002 Mistrzostwa Europy w lekkoatletyce,
- 2007 SPAR Superliga Pucharu Europy w lekkoatletyce,
- 2012 Liga Mistrzyń UEFA (finał).